# هوارد وينغ
هوارد وينغ (بالهولندية: Howard Wing)‏ هو دراج هولندي، ولد في 28 يناير 1916 في أمستردام في هولندا، وتوفي في 7 مارس 2008.

## وصلات خارجية
- هوارد وينغ على موقع أوليمبيديا (الإنجليزية)